# Sarah Petrausch
Sarah Petrausch (* 31. Juli 1990 in Datteln; jetzt Sarah Gödde) ist eine deutsche Volleyball-Nationalspielerin.

## Karriere
Sarah Petrausch begann mit dem Volleyballspielen beim SuS Olfen und beim SCU Lüdinghausen. Im Jahr 2005 wechselte Petrausch zum VC Olympia Berlin, wo die deutsche Volleyball-Nationalmannschaft der Juniorinnen in der Bundesliga bzw. zweiten Liga antritt. Mit der Jugendnationalmannschaft gewann sie bei der Jugend-EM 2007 die Goldmedaille. 2008 wurde sie erstmals von Giovanni Guidetti in die A-Nationalmannschaft berufen, der sie – wie zuvor Juniorinnen-Bundestrainer Han Abbing – an die internationale Weltklasse heranführte. Bei der Juniorinnen-Weltmeisterschaft 2009 in Mexiko holte Sarah Petrausch mit dem deutschen Team den WM-Titel. Mit der deutschen A-Nationalmannschaft erreichte sie bei der Volleyball-Europameisterschaft 2009 den 4. Platz. Von 2009 bis 2012 spielte Sarah Petrausch für die Roten Raben Vilsbiburg in der Bundesliga, mit denen sie 2010 Deutscher Meister wurde. 2012 wechselte sie zurück in ihre westfälische Heimat zum Ligakonkurrenten USC Münster, wo sie 2016 ihre Profi-Karriere beendete und seitdem nur noch sporadisch für den USC II in der zweiten Bundesliga spielte. Zusammen mit ihrem Mann trainiert sie auch die Männermannschaften des USC.

## Privates
Petrausch ist verheiratet mit Ron Gödde, mit dem sie zwei Kinder hat.